# HMS Monmouth (1901)
El HMS Monmouth fue un crucero acorazado, líder de su clase, perteneciente a la Royal Navy británica, 

## Historial

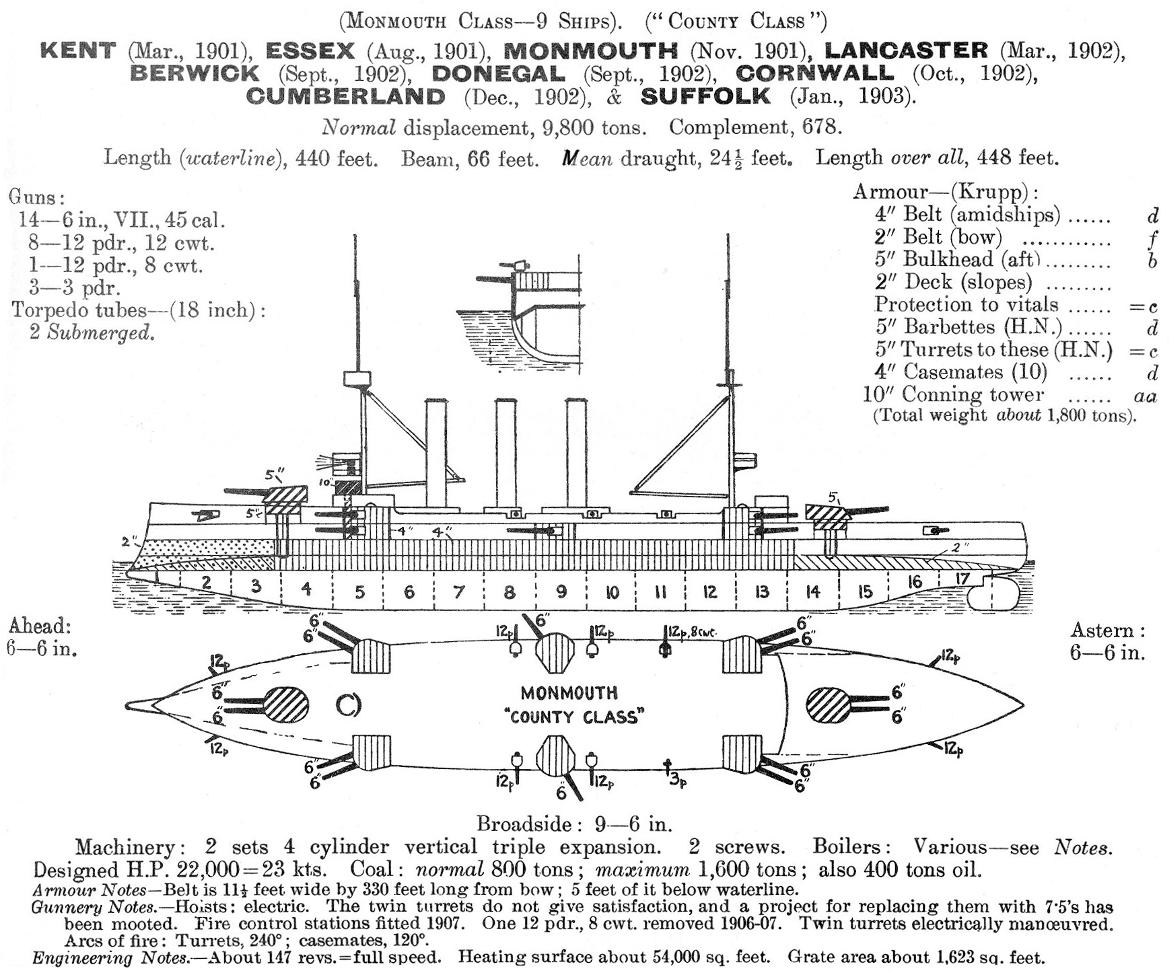
Plano de los Clase Monmouth en Jane's Fighting Ships.

El HMS Monmouth fue puesto en grada por los astilleros London and Glasgow Shipbuilding Company el 23 de agosto de 1899, y botado el 13 de noviembre de 1901, aunque no entró en servicio hasta el 2 de diciembre de 1903.
Sirvió en la estación de China entre 1906 y 1913, hasta que fue puesto en reserva en enero de 1914. con la rotura de las hostilidades de la Primera Guerra Mundial fue reactivado y asignado a la cuarta escuadra de cruceros al mando del almirante Christopher Cradock. Participó en la batalla de Coronel el 1 de noviembre del año 1914, en la que desfasado y con una tripulación inexperimentada, resultó hundido por los buques de la escuadra alemana del almirante Maximilian von Spee junto al HMS Good Hope sin supervivientes en ninguno de los dos buques.
Hoy sus restos se conservan frente a las costas chilenas.

### Buques de la clase
• HMS Berwick
• HMS Essex
• HMS Kent
• HMS Lancaster
• HMS Cornwall
• HMS Bedford
• HMS Cumberland
• HMS Donegal
• HMS Suffolk

### Listas relacionadas
• Cruceros acorazados por país